# Bolesław Lipski
Bolesław Lipski ps. „Bartel”, „Stary”, „Bartłomiej” (ur. 10 czerwca 1890 w Odrach), zamordowany 27 czerwca 1945 w więzieniu mokotowskim w Warszawie) – major, Naczelnik Wydziału Bezpieczeństwa ODR Pomorze, kawaler Orderu Virtuti Militari.

## Życiorys
Bolesław Lipski był Kaszubem.
W 1910 ukończył gimnazjum w Chełmnie. Studiował teologię w Pelplinie, prawo na uniwersytetach w Bonn i Wrocławiu. Od stycznia 1916 do listopada 1918 służył w armii niemieckiej, w formacjach samochodowych.
Od początku 1919 był członkiem Pomorskiej Organizacji Wojskowej, był kierownikiem Wydziału Wojskowego Podkomisariatu NRL w Gdańsku. działał na rzecz powrotu Pomorza do Polski. Od października 1919 do stycznia 1920 był łącznikiem Podkomisariatu NRL w Gdańsku i wojewody pomorskiego przy sztabie Frontu Pomorskiego. W sierpniu został kierownikiem starostwa powiatowego w Tczewie, od września 1920 do października 1921 był kierownikiem starostwa w Pucku. Od 14 października 1921 do 16 stycznia 1927 był starostą puckim, od stycznia 1927 do czerwca 1930 starostą powiatu morskiego w Wejherowie. Od czerwca 1930 do stycznia 1931 był radcą wojewódzkim w Urzędzie Wojewódzkim Pomorskim. 21 stycznia 1931 przeszedł w stan spoczynku.
W latach 1930–1935 był dyrektorem Pomorskiego Stowarzyszenia Ogniowego. Pracował w Pomorskim Stowarzyszeniu Ubezpieczeń w Toruniu, od 1936 był dyrektorem Zakładu Ubezpieczeń Wzajemnych w Bydgoszczy.
Ze względu na wiek nie był we wrześniu 1939 r. zmobilizowany. Do konspiracji zwerbował go Franciszek Rochowiak w 1941 r. Lipski objął funkcję naczelnika Wydziału Bezpieczeństwa i Porządku Publicznego Oddziału Delegatury Rządu na obszar Pomorza i Prus Wschodnich. Działał energicznie i z zapałem, werbując ponad 3 tysiące współpracowników, ściśle współdziałał z Komendą Pomorskiego Okręgu AK. Lata okupacji spędził w Bydgoszczy, od 1943 r. ukrywając się. Był nieprzejednanym przeciwnikiem ustępstw wobec okupanta, nawet w imię „wyższych racji" i przetrwania (chodziło głównie o wpisy na listę narodowościową).
Natychmiast po wyzwoleniu kontynuował działalność konspiracyjną, wiążąc się z organizacją „Nie", prowadząc wywiad polityczny i przenikając do struktur WBP. Aresztowany w maju 1945 przewieziony został do osławionego więzienia X Departamentu na warszawskim Mokotowie. Tam zmarł w niewyjaśnionych do dziś okolicznościach 27 czerwca 1945 r.
Grób symboliczny znajduje się na Cmentarzu Wojskowym w Kwaterze „na Łączce”. Tablica pamięci jego wraz z towarzyszami broni znajduje się w Bydgoszczy

## Ordery i odznaczenia
- Krzyż Srebrny Orderu Wojskowego Virtuti Militari nr 7642 (17 maja 1922)[3]